# Nazionale maschile di beach soccer della Bielorussia
La nazionale di beach soccer della Bielorussia rappresenta la Bielorussia nelle competizioni internazionali di beach soccer.

## Partecipazioni ai tornei internazionali

### Mondiali
| Anno | Luogo               | Piazzamento     | V | V + | P | Gol   |
| ---- | ------------------- | --------------- | - | --- | - | ----- |
| 2007 | Brasile             | Non qualificata | - | -   | - | -     |
| 2008 | Francia             | Non qualificata | - | -   | - | -     |
| 2009 | Emirati Arabi Uniti | Non qualificata | - | -   | - | -     |
| 2011 | Italia              | Non qualificata | - | -   | - | -     |
| 2013 | Polinesia francese  | Non qualificata | - | -   | - | -     |
| 2015 | Portogallo          | Non qualificata | - | -   | - | -     |
| 2017 | Bahamas             | Non qualificata | - | -   | - | -     |
| 2019 | Paraguay            | Primo turno     | 1 | 0   | 2 | 10:13 |
| 2021 | Russia              | Primo turno     | 0 | 1   | 2 | 8:17  |
| 2024 | Emirati Arabi Uniti | Quarto posto    | 3 | 1   | 2 | 21:18 |